# Dekanhuset, Uppsala
Dekanhuset (Curia decani) är en fastighet i centrala Uppsala som är belägen mellan Uppsala domkyrka och Helga Trefaldighets kyrka.

## Historia

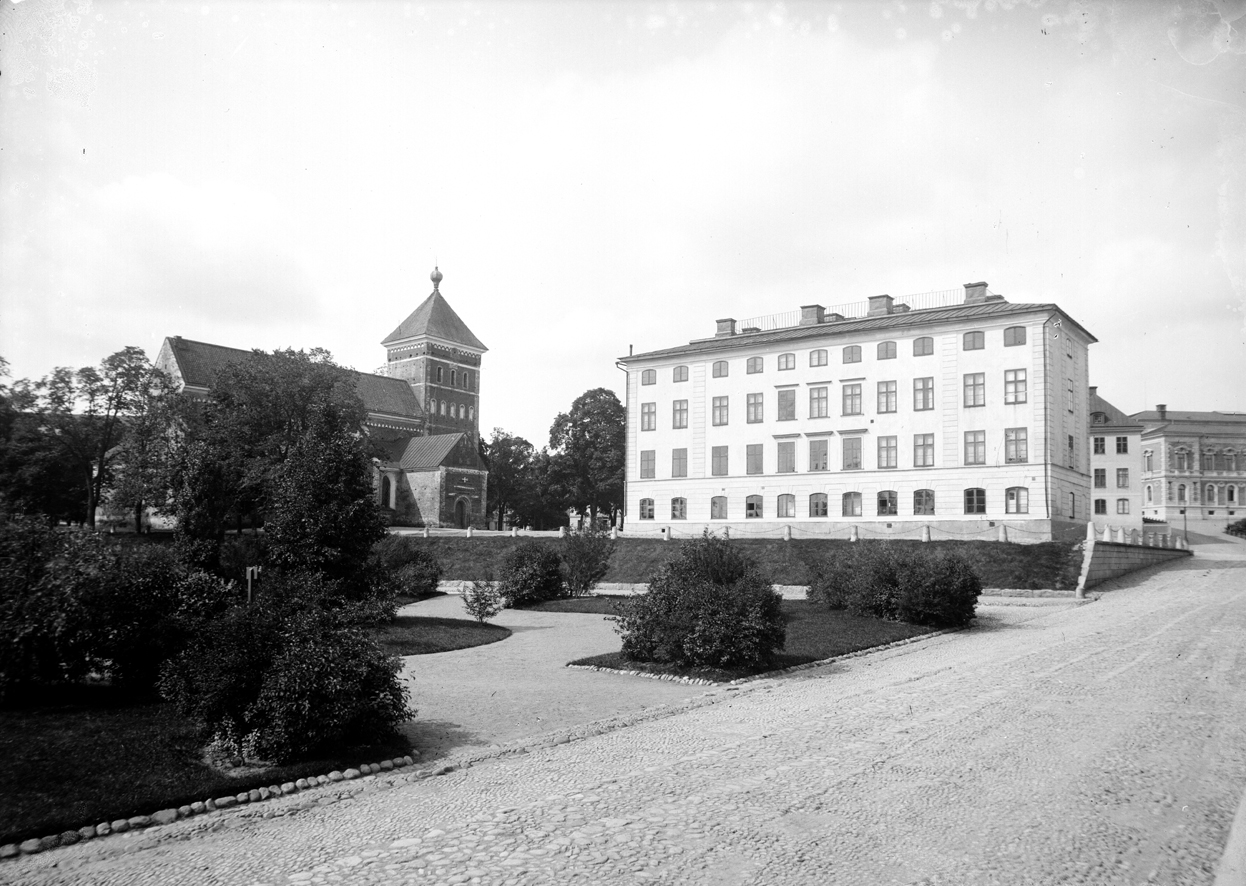
Dekanhuset och Trefaldighetskyrkan 1890.

Byggnaden omtalas redan 1326 och avsåg då det hus som biskopen i Skara, Sigfrid, skänkte till dekanatet i Uppsala under sin tid som dekanus i staden. Byggnaden skall ha förstörts i en brand år 1447 och ersattes 1452 av ett stenhus.
År 1741 inköptes byggnaden av akademiräntmästaren Petter Julinsköld vilken genom omfattande renoveringar och ombyggnationer 1741–1746 här skapade sig Uppsalas största och pampigaste privatpalats med 45 uppvärmda rum i huvudbyggnaden och två separata flygelbyggnader innehållande kök, stall, brygghus med mera. Vid räntmästarens död 1768 upptäcktes det att han förskingrat stora belopp från universitetets kassa. Av denna anledning övergick Julinsköldska palatset i Uppsala universitets ägo, som använde det för uthyrningsändamål.
År 1837 köptes huset av kung Karl XIV Johan vilken upplät byggnaden till Katedralskolan, vilken därmed flyttade sin verksamhet hit från sina gamla lokaler i nuvarande Domkapitelhuset. Efter katedralskolans flytt till sina nuvarande lokaler 1869 användes huset först som folkskoleseminarium fram till 1916, och 1936–2005 bland annat av teologiska fakulteten. Det har under denna period byggt som flera gånger. 1946 års ombyggnad innebar att fakultetens professor fick tjänsterum i huset. 1983 års ombyggnad medförde att fakultetens bibliotek kunde samordnas till gemensamma lokaler i huset.
Namnet "Dekanhuset" är en sen konstruktion. När det 1937 gjordes en kulturhistorisk undersökning av huset kom man fram till att vissa delar av stengrunden var identisk med det decani fordna stenhus, som finns på en medeltida uppsalakarta. På initiativ av professor Knut B. Westman, som då var teologiska fakultetens dekanus, bestämdes att huset inte längre skulle kallas "Gamla seminariet" utan "Dekanhuset", och så kallas det allmänt än idag.  
Under 1920- och 1930-talen fanns Statens institut för rasbiologi i huset.
Sedan restaureringen 2005–2006 används huset som kontor av Statens fastighetsverk, och dagens adress är Biskopsgatan 2.

### Webbkällor
- Dekanhuset, Uppsala från Statens Fastighetsverk